# Nationaal park Nechisar
Het Nationaal park Nechisar is een natuurpark in Ethiopië. De oppervlakte is 514 km². Het ligt 510 km ten zuiden van de hoofdstad Addis Ababa in het gebied van de Zuidelijke naties, nationaliteiten en volken direct ten oosten van de stad Arba Minch. Binnen het gebied ligt de zogenaamde Brug van God een landengte tussen het Abayameer en het Chamomeer. Het park ligt op een hoogvlakte die 1108 tot 1650 m boven de zeespiegel ligt.

## Ontstaan
Plannen voor de stichting van het nationale park Nechisar (ook wel geschreven als Nech Sar) werden al in 1967 geformuleerd. Het nationale park werd in 1974 opgericht en daarna eerst beheerd door de stichting African Parks Network. In 2008 werd het beheer overgedragen aan de Ethiopische regering.

## Beschrijving van het gebied en de fauna
Het landschap bestaat uit uitgestrekte graslanden, savanne, heuvels en middengebergte. Er zijn droge bossen en moerasbossen. Een groot deel van het gebied wordt gedomineerd door gebieden met struikgewas (scrubland). Er broeden minstens 200 soorten vogels waaronder de endemische nechisarnachtzwaluw. Verder 37 soorten zoogdieren waaronder typisch Afrikaanse dieren als hartenbeest, steppezebra, grantgazelle, dikdiks en de grote koedoe. Aan de noordwestoever van het Chamomeer is een plaats waar zich honderden nijlkrokodillen verzamelen.
In het Amarogebergte oostelijk in het park leeft een bevolkingsgroep, de Koorete, ook wel Amaro genoemd. Zij doen binnen de grenzen van het park aan akkerbouw, maar hebben zich daar niet permanent gevestigd. Een andere groep, de Guji-Oromo leven in het park als herders met grote kuddes runderen.